# Bhagat Singh
Bhagat Singh (1907 - 23 de março de 1931) foi um revolucionário socialista indiano cujos dois atos de violência dramática contra os britânicos na Índia e execução aos 23 anos fizeram dele um herói popular do movimento de independência da Índia.

## Histórico
Em dezembro de 1928, Bhagat Singh e um associado, Shivaram Rajguru, mataram a tiros um policial britânico de 21 anos, John Saunders, em Lahore, Índia britânica, confundindo Saunders, que ainda estava em liberdade condicional, com o superintendente da polícia britânica, James Scott, a quem eles pretendiam assassinar. Eles acreditavam que Scott era responsável pela morte do popular líder nacionalista indiano Lala Lajpat Rai, ao ordenar uma acusação de uma ação policial na qual Rai foi ferido e, duas semanas depois, morreu de ataque cardíaco. Saunders foi derrubado por um único tiro de Rajguru, um atirador. Ele foi baleado várias vezes por Singh, o relatório post-mortem mostrava oito ferimentos a bala. Outro associado de Singh, Chandra Shekhar Azad, matou a tiros um policial da polícia indiana, Chanan Singh, que tentou perseguir Singh e Rajguru enquanto fugiam.
Depois de fugir, Singh e seus associados, usaram pseudônimos, de propriedade pública para vingar a morte de Lajpat Rai, colocaram cartazes que haviam sido alterados para mostrar Saunders como alvo. Singh ficou em fuga por muitos meses e nenhuma condenação resultou naquele momento. Ele ressurgiu em abril de 1929, quando ele e outro associado, Batukeshwar Dutt, explodiram duas bombas improvisadas dentro da Assembleia Legislativa Central de Délhi. Eles jogaram panfletos da galeria nos legisladores, gritaram slogans e depois permitiram que as autoridades os prendessem. A prisão e a publicidade resultante tiveram o efeito de trazer à luz a cumplicidade de Singh no caso John Saunders. Enquanto aguardava julgamento, Singh ganhou muita simpatia do público depois que ele se juntou ao réu Jatin Das em uma greve de fome, exigindo melhores condições de prisão para os prisioneiros indianos, o que culminou com a morte de Das por fome em setembro de 1929. Singh foi condenado e enforcado em março de 1931, aos 23 anos.
Bhagat Singh tornou-se um herói nacional popular após sua morte. Jawaharlal Nehru escreveu sobre ele: "Bhagat Singh não se tornou popular por causa de seu ato de terrorismo, mas porque ele parecia reivindicar, no momento, a honra de Lala Lajpat Rai, e através dele, da nação. Ele se tornou um símbolo; seu ato foi esquecido, o símbolo permaneceu e, em poucos meses, cada cidade e vila do Punjab e em menor, escala no resto do norte da Índia, ressoou seu nome".